# Amber Engels
Amber Engels (28 december 1998) is een Belgisch korfbalster.

## Levensloop
Engels is actief bij Boeckenberg sinds seizoen 2023-'24. Daarvoor heeft ze altijd bij Putse gespeeld. 
Tevens maakt ze deel uit van het Belgisch nationaal team, waarmee ze onder meer zilver won op het Europees kampioenschap van 2021 en de Wereldspelen van 2022.
Engels is van opleiding diëtiste, daarnaast studeerde ze 'biowetenschappen voedingsindustrie'.

## Erelijst
- Belgisch kampioen zaalkorfbal, 1x (2025)
- Beker van België, 1x (2025)